# Carposina perileuca
Carposina perileuca is een vlinder uit de familie van de Carposinidae. De wetenschappelijke naam van de soort is voor het eerst geldig gepubliceerd in 1908 door Lower.